# Desperate Fight Records
Desperate Fight Records to niezależna szwedzka wytwórnia muzyczna powstała w Umei w 1994 roku. Wraz z Bad Taste Records oraz Burning Heart Records dała początek scenie hardcore punk w Szwecji. Została założona przez członków zespołu Abhinanda, którzy pierwszą płytę swojej grupy wydali własnym sumptem, pod szyldem Desperate Fight Records. Wytwórnia wydaje kompilacje Straight Edge As Fuck. Większość zespołów wydawanych przez DFR jest straight edge. Część ekipy Refused udzielało się w wydawanym przez DFR Step Forward.

## Zespoły
- Abhinanda
- Doughnuts
- Eclipse
- Final Exit
- Purusam
- Plastic Pride
- Saidiwas
- Separation
- Step Forward